# Louis Bazin de Bezons
Pour les articles homonymes, voir Bazin et Bezons (homonymie).
Louis Bazin de Bezons, fils de Claude Bazin de Bezons, est un magistrat et haut fonctionnaire français mort en 1700.

## Biographie
Louis Bazin, chevalier et seigneur de Bezons est le fils de Claude III Bazin de Bezons.

## Carrière
- 1655 : conseiller au Parlement de Metz
- 1668 : conseiller au Parlement de Paris
- 1674 : maître des requêtes
- 1677-1678 : commissaire pour les affaires des aides, puis procureur général de la chambre de Saint-Lazare
- 1678-1681 : intendant de Limoges
- 1686-1700 : intendant de Bordeaux